# ناشد عبد القادر
ناشد عبد القادر علي (مواليد 25 أغسطس 1996) لاعب كرة قدم عماني من مواليد الإمارات يجيد اللعب في الدفاع مع نادي الظفرة.

## مسيرة اللاعب
لعب سابقاً في نادي ظفار و انتقل إلى نادي دبا في عام 2018 بعد السماح بمشاركة المواليد في الدوري الإماراتي و بعدها انتقل إلى نادي العروبة و لعب بعدها مع نادي الظفرة.

## روابط خارجية
- ناشد عبد القادر على موقع Soccerway.com (الإنجليزية)
- ناشد عبد القادر على موقع كووورة